# Ken Wahl
Ken Wahl, właśc. Anthony Calzaretta (ur. 31 października 1954 w Chicago) – amerykański aktor, scenarzysta i reżyser telewizyjny. Laureat Złotego Globu dla najlepszego aktora w serialu dramatycznym.

## Życiorys

### Wczesne lata
Urodził się w Chicago w stanie Illinois jako jedno z dziesięciorga dzieci. Jego rodzina była pochodzenia włoskiego i niemieckiego. Dorastał w Chicago i Nowym Jorku. Swój pseudonim „Ken Wahl” przyjął na cześć człowieka, który uratował życie jego ojcu w wojnie koreańskiej. Mając siedemnaście lat opuścił Bremen High School w Midlothian w Illinois. Mając siedemnaście lat opuścił szkołę i rodzeństwo. Dorabiał jako pracownik magazynu z częściami samochodowymi na stacji benzynowej w Los Angeles, w Kalifornii z Burning Desire.

### Kariera
Jego pierwszą kluczową rolą był główny bohater Richie Genaro, włoski licealista i szef gangu ulicznego Bronxu w filmie Włóczęgi (The Wanderers, 1979). Zaraz potem zaangażowano go w dramatach sensacyjnych: Zaciekły pościg (Running Scared, 1980) u boku Judge'a Reinholda, Złota pogoń (Race for the Yankee Zephyr, 1981) z Lesley Ann Warren, Fort Apache, Bronx (Fort Apache the Bronx, 1981) u boku Paula Newmana i Żołnierz (The Soldier, 1982) z udziałem Klausa Kinskiego. W czarnej komedii Sama Peckinpaha Zły urok (Jinxed!, 1982) z Bette Midler pojawił się jako krupier kasyna blackjack doprowadzony do skrajnego załamania przez zawodowego hazardzistę. W melodramacie wojennym Sidneya J. Furiego Purpurowe serca (Purple Hearts, 1984) zagrał postać chirurga na wojnie wietnamskiej, który wdaje się w romans z pielęgniarką (Cheryl Ladd).
W 1984, podczas jazdy na spotkanie z Diane Keaton na plan filmowy melodramatu Pani Soffel (Mrs. Soffel) z Melem Gibsonem i Matthew Modine, rozbił swój motocykl. Przez kilka lat występował na małym ekranie, m.in. w telefilmie wojennym NBC Parszywa dwunastka 2: Następna misja (The Dirty Dozen: Next Mission, 1985) z Lee Marvinem i Ernestem Borgnine, serialu CBS Podwójna odwaga (Double Dare, 1985) z Billy Dee Williamsem i telewizyjnym dramacie sensacyjnym ABC Abla Ferrary Gladiator (1986) z Nancy Allen. 
Od 16 września 1987 do 18 kwietnia 1990 grał postać tajnego agenta Michaela Vincenta „Vinniego” Terranovy z OCB (Organized Crime Bureau), który pomógł oddziałowi specjalnemu FBI w rozbiciu organizacji przestępczych w serialu CBS Cwaniak (Wiseguy), która przyniosła mu nagrodę Złotego Globu i nominację do Emmy. 17 kwietnia 1989 „US Magazine” przyznał mu tytuł „Najseksowniejszego mężczyzny w telewizji”. Spróbował także swoich sił jako reżyser jednego z odcinków serialu. Jednak jego powrót do roli Vinniego Terranovy, który rzekomo odżył w telefilmie ABC Cwaniak (Wiseguy, 1996) był nieco rozczarowujący, dało się dostrzec jego poważne problemy zdrowotne.

## Życie prywatne
Ze swojego pierwszego związku małżeńskiego ma troje dzieci: dwóch synów - Louie i Cody’ego oraz córkę Kyrę. W latach 1984–1991 jego drugą żoną była Corinne Alphen, córka szefa policji, która w 1978, 1981 i 1982 znalazła się na zdjęciach magazynu dla mężczyzn „Penthouse”. Mają syna Raymonda (ur. 1984).
Traci Lords ujawniła w swojej autobiografii, Traci Lords: Underneath It All, że miała krótki romans z Wahlem w 1988 po tym, jak wystąpiła gościnnie w serialu Cwaniak.
W 1992 przeżył groźny wypadek motocyklowy, którego skutkiem była kontuzja szyi. Przez wiele lat sięgał po różne używki, w celu zapobiegania na własną rękę chronicznemu bólowi po wypadku. Twierdził, że tylko wódka może mu pomóc uporać się z bólem fizycznym. Jednak z czasem zapobiegł bólowi tylko pod nadzorem lekarskim. Przeszedł kilka operacji kręgosłupa.
28 grudnia 1996 został aresztowany za wandalizm i 800-dolarowe szkody wyrządzone w barze oraz grożenie nożem barmanowi. 17 września 1997 ożenił się z Shane Barbi, która pojawiła się we wrześniu 1991 i styczniu 1993 w magazynie dla mężczyzn „Playboy”.
Po zamachu na World Trade Center i Pentagon, na swojej stronie internetowej zajął się sprzedażą osobiście zaprojektowanych flag amerykańskich (155 dolarów za sztukę).
W 2009 Wahl pozwał swojego byłego menedżera biznesowego, Henry’ego Levine’a, twierdząc, że Levine spiskował z pierwszą żoną Wahla, Corinne Alphen, aby go oszukać.
Wiele swojego czasu poświęca akcjom charytatywnym na rzecz zwierząt.

## Filmografia

### Filmy
- 1979: Włóczęgi (The Wanderers) jako Richie
- 1980: Zaciekły pościg (Running Scared) jako Chas McClain
- 1981: Fort Apache, Bronx (Fort Apache the Bronx) jako Corelli
- 1981: Race for the Yankee Zephyr jako Barney
- 1982: Zły urok (Jinxed!) jako Willy Brodax
- 1982: Żołnierz (The Soldier) jako Żołnierz
- 1984: Purpurowe serca (Purple Hearts) jako Don Jardian
- 1991: Jak obrobić Beverly Hills (The Taking of Beverly Hills) jako Boomer Hayes
- 1994: Przysługa (The Favor) jako Tom Andrews

### Filmy TV
- 1985: Parszywa dwunastka 2: Następna misja (The Dirty Dozen: Next Mission) jako Louis Valentine
- 1986: Gladiator (The Gladiator) jako Rick Benton
- 1987: Syndrom Omega (Omega Syndrome) jako Jack Corbett
- 1994: Tajemnica Śmierci Grace Doze (Searching for Grace) jako John Danielli
- 1996: Cwaniak (Wiseguy) jako Vinnie Terranova

### Seriale
- 1985: Double Dare jako Ken Sisko
- 1987-90: Cwaniak (Wiseguy) jako Vinnie Terranova